# (892) Зелигерия
(892) Зелигерия (лат. Seeligeria) — тёмный астероид главного пояса астероидов, принадлежащий к спектральному классу С. Астероид был открыт 31 мая 1918 года немецким астрономом Максом Вольфом в Гейдельбергской обсерватории на юго-западе Германии и назван в честь немецкого астронома Хуго фон Зелигера.
Объект принадлежит к большому семейству тёмных астероидов Алауда. (892) Зелигерия является третьим по размеру представителем семейства после астероидов (276) Аделаида (121,6 км) и родоначальника семейства (702) Алауда (194,73 км).
В 2007 году на основании фотометрических наблюдений в обсерватории Окли в Терре-Хот, был вычислен период вращения равный 15,78 ч с изменением яркости на 0,35 звёздной величины, значение которого сильно отличается от данных других наблюдений.